# Polla nigriseriata
Polla nigriseriata är en fjärilsart som beskrevs av W. Warren 1907. Polla nigriseriata ingår i släktet Polla och familjen mätare. Inga underarter finns listade i Catalogue of Life.